# Etude za klavir (Ligeti)
Etude za klavir skladatelja Györgyja Ligetija so ena najpomembnejših zbirk pianistične glasbe 20. stoletja.
Skladatelj jih je komponiral v svojem poznejšem ustvarjalnem obdobju in jih razvrstil v tri zvezke, glede na datum nastanka. Tako kot večina Ligetijevih skladb, tudi Etude ponujajo vrsto izvenglasbenih analogij, ki jih sugerira z raznolikimi programskimi naslovi in s samim kompozicijskim postopkom.
- 1. zvezek (1985)
  - 1.Désordre (Nered)
  - 2.Cordes à vide (Odprte strune)
  - 3.Touches bloquées (Blokirane tipke)
  - 4.Fanfares (Fanfare)
  - 5.Arc-en-ciel (Mavrica)
  - 6.Automne à Varsovie (Jesen v Varšavi)

- 2. zvezek (1988-1994)
  - 7.Galamb Borong (Galamb borong, umetno ime za imaginarno gamelansko glasbo)
  - 8.Fém (Kovina)
  - 9.Vertige (Vrtinec)
  - 10.Der Zauberlehrling (Čarovniški vajenec)
  - 11.En Suspens (V dvomih)
  - 12.Enterlacs (Prepletanje)
  - 13.L'escalier du diable (Hudičevo stopnišče)
  - 14.Coloana infinitä (Coloana färä stârsit) - Neskončen steber

- 3. zvezek (1995-2001)
  - White on white (Bela na belo)
  - Pour Irina (za Irino)
  - À bout de souffle
  - Canon (Kanon)

## Vpliv znanosti na Ligetijevo novejšo klavirsko glasbo
Ligeti je v svoje komponistične postopke vključil sodobno matematiko, ne s povsem matematičnega zornega kota, ampak s strani zainteresiranega amaterja, ki je, tako kot mnogi drugi, zlahka očaran ob novih dostopnih znanstvenih raziskavah, tako na področjih biologije, kozmologije ali dinamičnih sistemov. 
György Ligeti uporablja koncepte sodobne matematike in fizike z modeli - načini in vzorci, ki so vzpodbudili primerljive, a vendar drugačne procese v njegovi glasbi. Bolj kot katerikoli drugi živeči skladatelj se je v muzikalnih terminih odzval sodobnim razmišljanjem o pojavih v naravoslovnih znanostih. Njegov navdih, ki izvira iz odkritij nedavnih raziskav pa je bolj poetičen in proceduralen, kot natančno izračunan. Gre bolj za sorodstvo s kalkulacijo (za razliko od Xenakisove Formalizirane glasbe).
Matematika in glasba izhajata iz iste starodavne zibelke in dosegata bolj prepričljivo korelacijo kot druge umetniške zvrsti. Sodobna matematika dinamičnih sistemov, bolj znana pod imenom teorija kaosa, je na novo obudila to razmerje posebno zato, ker je uporabno pri naravnih pojavih, ki nastajajo v času. Glasba je podoben časovno kompleksni fenomen in jo lahko razlagamo podobno kot druge organske procese. Seveda so drugi skladatelji 20. stoletja, še posebej Xenakis, generirali svoje načine komponiranja z zamotanim matematičnim razumništvom (v njegovem primeru izhajajo iz statistike in teorije verjetnosti). Izračuni razmerij, Fibonaccijeva števila ali set teorija so običajni pojmi, ki jih mora upoštevati sodobni skladatelj. Labirint prežvečenih števil označuje porast računalniške glasbe, še posebno v ameriških univerzitetnih centrih, kjer zaradi rabe programske opreme intuitivni umetniški impulzi zlahka izginejo.
Ligeti se je vse življenje izogibal akademizmom take vrste in se - z izjemo kratke avanture v studijih WDR s sodelovanjem Stockhausna in Koeniga v poznih 50. letih 20. stoletja -  izogibal celotne elektroakustične domene. To indicira zanj popolno prednost notranjega ušesa in domišljije, ki ukazuje vsaki njegovi kompozicijski odločitvi. V nobeni njegovi skladbi ne prevladuje sistematična matematična togost, pa čeprav je njegov interes za matematične ideje, posebno v zadnjem desetletju, veliko globlji kot samo spogledovanje s popularno znanostjo. Ligetijevo znanje je na tehnični ravni prav impresivno. Že več let sodeluje z matematikom Heinz-Otto Peitgenom, enem od nemških pionirjev  fraktalne geometrije. Njegova knjiga Lepota fraktalov (The beauty of fractals) računalniško generiranih slik, poudarja enost znanosti in umetnosti. 
Približno od leta 1970 naprej so se začela vrstiti nepričakovana odkritja o napovedljivosti in o kaosu na mnogih podočjih raziskav. Eno najbolj vplivnih je bilo raziskovanje vsakdanjega pojava: kapljice vode, ki padajo s puščajoče pipe. Študija nam razkrije nezmožnost merjenja začetnih pogojev z neskončno natančnostjo, kar izpostavi ključne pomankljivosti do tedaj neovrgljivih zakonov Newtonove dinamike. Izgleda, da minimalna začetna odstopanja- kar znanstveniki imenujejo »občutljivost na začetne parametre« - lahko povzročijo velikanska končna odstopanja. Angleški raziskovalni matematik Ian Stewart je na kratko povzel stanje: »Ta ojačitev napake je logična razpoka, skozi katero popolni determinizem izgine.«
Grafični prikaz dinamičnih sistemov je poudaril vpliv čutnega dojemnaja na našo deduktivno inteligenco (tu lahko spet spomnemo na Ligetijevo seznanjenost o dovzetnosti na vizualne stimulanse). Ko sledi razvoju dinamičnega sistema, nam računalnik razkrije, kako je začetni izvir lahko večplasten, nato se skozi majhna nihanja razcepi in razveja v več kompleksnih oblik, ki z nadaljnjimi vejami in oscilacijami postanejo kaotične. Ligeti je take procese prikazal v svoji glasbi.

## Izvedbe
Ker nekatere klavirske zmožnosti daleč presegajo sposobnosti »živeč« pianistov, se je Ligeti tudi odločil, da bo svoje etude priredil priredil za mehansko izvajanje. Nekaj priredb za klavirski avtomat vsebuje možnosti enakomernosti igranja pri zelo velikih hitrostih, tudi v polifonih pasažah (Vertigo), omogočen je legato - brez uporabe pedala - s podaljševanjem notnih dolžin (L'escalier du diable); intenzifikacija akcentov v smislu oktavnega podvajanja (Galamb Borong), hitre repeticije (Der Zauberlehrling) in uporaba celotne tipkovnice. Natančna sinhronizacija dveh klavirskih avtomatov dovoljuje še večjo kompleksnost. »Iluzorni ritem«, ki nastaja v dveh celotonskih lestvicah v Galamb Borong-u na primer, deluje čistejše in bolj razločno, ko sta dva sloja razdeljena med dva klavirja. Ligetijeva opomba k etudi 14a je: »To je prva verzija etude št.14 za klavir (…). Glede na to, da mehanični klavir obeta boljšo izvedbo zaželenega Presta te verzije, jo dajem Dr. Jürgenu Hockerju v izvedbo na njegovem klavirskem avtomatu.« S skladateljevega stališča te verzije za klavirski avtomat na noben način ne tekmujejo z interpretacijami živih pianistov. V njih vidi samonikle enote, v katerih so raziskane specifične zmožnosti instrumenta.
Klavirji, ki igrajo etude št. 9, 10, 13 in 14a so poganjani s konvencionalnimi luknjičastimi valji; v etudah 7 in 11 pa instrumente preko MIDI signalov kontrolirajo računalniški programi.

## Skupne značilnosti nekaterih etud
Etude št. 9, 13 in 14: Vertigo, L'escalier du diable in Coloana infinitä, tvorijo razpoznavno podskupino etud. Vsaka od njih na svoj način raziskuje isti problem: kako na tipkovnici ustvariti ekvivalente za spirale in vrtince, ki jih lahko opazujemo v naravi (v rastlinah, tekočinah, školjkah, galaksijah itd.), v predmetih, ki jih je izdelal človek (sveder, vreteno, vrtalka) in v elektroakustični iluziji, ki si jo je izmislil psiholog Roger Shepard in nadgradil skladatelj Jean-Claude Risset. Slednji v svojem delu »Introductory catalogue of computrer-synthesized sounds« opisuje, kako narediti neskončen glissando, ki daje vtis stalnega dviganja, čeprav se v resnici ne zgodi nobena sprememba v registru. Vse tri etude so akustične variante tega nenavadnega efekta. 
Vse tri so v začetku deterministični sistemi, ki vsebujejo skrite variable, te pa z ojačitvijo napak vodijo v bolj ali manj dramatičen razvoj. Tako kot mnoge od Etud tudi te vsebujejo tako matematične kot glasbene parametre. Vendar je po skladateljevih besedah to sorodstvo bolj intuitivno kot premišljeno. Vse tri etude vsebujejo rekurzivno ponavljajoče in razmnožujoče se lestvice, ki se progresivno povečujejo.
V Etudi št. 9 slišimo val za valom padajočih kromatičnih lestvic, katerih dolžina se stalno spreminja.  Etuda št. 13 je zgrajena na številnih dvigajočih se kromatičnih lestvicah, ki so vtkane v živahno hemiolno teksturo. Etuda št. 14 ima raku podobne naraščajoče figure v dveh delih, ki so sestavljene iz širjenja in oženja intervalov. Te različne muzikalne spirale nam dajejo slutiti neskončnost gibanja, zmožnega neprestanega ponavljanja. Vsaka nas požene v fantastičen vrtinec vrtoglave halucinacije, daje občutek kot da bi se premikala tla in poslušalca spremeni v rotirajoč lik na letalu, ki se vrti. Če je kakšna skupna značilnost 18-ih Ligetijevih Etud za klavir, je to gotovo njihovo skupno občutje nestabilnosti. 